# Меркулова, Елена Владимировна
Елена Владимировна Меркулова (род. 12 ноября 1971) — российская спортсменка по прыжкам на батуте. Многократная чемпионка мира. Заслуженный мастер спорта СССР (1991).

## Биография
Родилась в Ленинграде. Окончила Университет физкультуры и спорта им. Лесгафта.
Выступала за СКА и ДСО «Трудовые резервы». Тренер — заслуженный тренер СССР И. В. Гуцева.
Занималась акробатикой и прыжками на батуте. Многократная чемпионка мира, Европы (1986—1993), СССР и России.
Абсолютная Чемпионка Мира 1990 года.
На 2019 год — заведующий отделением прыжков на батуте СШОР № 1 Адмиралтейского района Санкт-Петербурга.